# Промислова зона Сигнівка
Промислова зона «Сигнівка» — головна промислова зона Львівської територіальної громади, яка розташована у західній околиці міста Львова.

## Етапи розвитку
Промислову зону утворено 2018 року. 20 грудня 2018 року було затверджено Програму розвитку промислових зон «Сигнівка» та «Рясне-2». Згодом було розроблено та затверджено детальні плани територій. У 2020 році завершено реконструкцію під'їзних транспортних доріг. Нині промислова зон «Сигнівка» складається з 10 земельних ділянок, 6 з них вже продані на аукціонах. Земельні ділянки були придбані австрійськими компаніями Dunapack Packaging Ukraine, Hirsch Porozell та українським Sparrow industries та Terplast Grupe. На початку 2021 року компанія Sparrow Industries зареєструвала індустріальний парк «Спарроу Парк Львів», завершення будівництва першої черги (11 тис. м²) планується у IV кварталі 2021 року. Загалом проєкт складається з 5 черг, проєктна площа виробничо-складських приміщень — 93 тис.м². У планах розвитку промзони будівництво додаткових електричних потужностей, реконструкція каналізаційної мережі, будівництво під'їзних колій, дороги до кільцевої та запуск маршрутів громадського транспорту.   

Плани перспективного розвитку промзони

Проєктна візуалізація індустріального парку «Спарроу парк Львів»

## Розташування
Промислова зона розташована в межах однойменного мікрорайону поблизу вулиці Північної, лісопарку «Білогороща» та вулиці Данила Апостола.
- 4,1 км до кільцевої дороги та М11 - магістральної дороги в напрямку ЄС (КПП Шегині)

## Наявні інженерні мережі
- Електроенергія: Електрична підстанція на відстані 1500 м та майбутній проєкт з будівництва трансформаторної підстанції, потужністю 4 МВ в межах промислової зони;
- Водопостачання: Водопровід в межах промислової зони та існує КНС;
- Водовідведення: Каналізаційна мережа (лівнева — діаметр 1000 і самопливна — діаметр 500) вздовж вул. Північної;
- Газопостачання: газова мережа на відстані 1000 м (діаметром 500), газова мережа на відстані 500 м (діаметром 300)[2].